# Primera División 1988/89
Die Primera División 1988/89 war die 58. Spielzeit der höchsten spanischen Fußballliga. Sie startete am 3. September 1988 und endete am 25. Juni 1989.
Titelverteidiger Real Madrid wurde zum 24. Mal spanischer Meister.

## Vor der Saison
- Als Titelverteidiger ging der 23-malige Meister Real Madrid ins Rennen. Letztjähriger Vizemeister wurde Real Sociedad.
- Aufgestiegen aus der Segunda División sind der CD Málaga, der FC Elche und Real Oviedo.

## Vereine
| Verein            | Stadt         | Stadion                        |
| ----------------- | ------------- | ------------------------------ |
| FC Barcelona      | Barcelona     | Camp Nou                       |
| Español Barcelona | Barcelona     | Estadi Sarrià                  |
| Athletic Bilbao   | Bilbao        | Estadio San Mamés              |
| FC Cádiz          | Cádiz         | Estadio Ramón de Carranza      |
| FC Elche          | Elche         | Estadio Manuel Martínez Valero |
| Sporting Gijón    | Gijón         | El Molinón                     |
| CD Logroñés       | Logroño       | Estadio Las Gaunas             |
| Real Madrid       | Madrid        | Estadio Santiago Bernabéu      |
| Atlético Madrid   | Madrid        | Estadio Vicente Calderón       |
| CD Málaga         | Málaga        | Estadio La Rosaleda            |
| Real Murcia       | Murcia        | La Condomina                   |
| Real Oviedo       | Oviedo        | Estadio Carlos Tartiere        |
| CA Osasuna        | Pamplona      | Estadio El Sadar               |
| Real Sociedad     | San Sebastián | Estadio de Atotxa              |
| Real Saragossa    | Saragossa     | La Romareda                    |
| Betis Sevilla     | Sevilla       | Estadio Benito Villamarín      |
| FC Sevilla        | Sevilla       | Estadio Ramón Sánchez Pizjuán  |
| FC Valencia       | Valencia      | Estadio Luis Casanova          |
| Real Valladolid   | Valladolid    | Estadio José Zorrilla          |
| Celta Vigo        | Vigo          | Estadio Balaídos               |

## Abschlusstabelle
| Pl. | Verein            | Sp. | S  | U  | N  | Tore    | Diff. | Punkte |
| --- | ----------------- | --- | -- | -- | -- | ------- | ----- | ------ |
| 1.  | Real Madrid (M)   | 38  | 25 | 12 | 1  | 091:370 | +54   | 62:14  |
| 2.  | FC Barcelona (P)  | 38  | 23 | 11 | 4  | 080:260 | +54   | 57:19  |
| 3.  | FC Valencia       | 38  | 18 | 13 | 7  | 039:260 | +13   | 49:27  |
| 4.  | Atlético Madrid   | 38  | 19 | 8  | 11 | 069:450 | +24   | 46:30  |
| 5.  | Real Saragossa    | 38  | 15 | 13 | 10 | 048:420 | +6    | 43:33  |
| 6.  | Real Valladolid   | 38  | 18 | 7  | 13 | 040:310 | +9    | 43:33  |
| 7.  | Athletic Bilbao   | 38  | 15 | 12 | 11 | 045:350 | +10   | 42:34  |
| 8.  | Celta Vigo        | 38  | 14 | 11 | 13 | 042:480 | −6    | 39:37  |
| 9.  | FC Sevilla        | 38  | 13 | 12 | 13 | 038:390 | −1    | 38:38  |
| 10. | CA Osasuna        | 38  | 13 | 11 | 14 | 039:430 | −4    | 37:39  |
| 11. | Real Sociedad     | 38  | 11 | 14 | 13 | 038:470 | −9    | 36:40  |
| 12. | Real Oviedo (N)   | 38  | 12 | 11 | 15 | 041:480 | −7    | 35:41  |
| 13. | Sporting Gijón    | 38  | 13 | 9  | 16 | 042:420 | ±0    | 35:41  |
| 14. | CD Logroñés       | 38  | 9  | 16 | 13 | 025:370 | −12   | 34:42  |
| 15. | FC Cádiz          | 38  | 9  | 15 | 14 | 031:410 | −10   | 33:43  |
| 16. | FC Málaga (N)     | 38  | 12 | 9  | 17 | 039:530 | −14   | 33:43  |
| 17. | Español Barcelona | 38  | 7  | 16 | 15 | 029:440 | −15   | 30:46  |
| 18. | Betis Sevilla     | 38  | 9  | 11 | 18 | 036:550 | −19   | 29:47  |
| 19. | Real Murcia       | 38  | 9  | 6  | 23 | 027:580 | −31   | 24:52  |
| 20. | FC Elche (N)      | 38  | 4  | 7  | 27 | 029:710 | −42   | 15:61  |

Platzierungskriterien: 1. Punkte – 2. Direkter Vergleich (Punkte, Tordifferenz, geschossene Tore) – 3. Tordifferenz – 4. geschossene Tore

| (M) | amtierender Meister              |
| (P) | amtierender Pokalsieger          |
| (N) | Neuaufsteiger der letzten Saison |

## Kreuztabelle
| 1988/89           | Real Madrid | FC Barcelona | FC Valencia | Atlético Madrid | Real Saragossa | Real Valladolid | Athletic Bilbao | Celta Vigo |     | CA Osasuna | Real Sociedad | Real Oviedo | Sporting Gijón | CD Logroñés | FC Cádiz | CD Málaga | Español Barcelona | Betis Sevilla | Real Murcia | FC Elche |
| ----------------- | ----------- | ------------ | ----------- | --------------- | -------------- | --------------- | --------------- | ---------- | --- | ---------- | ------------- | ----------- | -------------- | ----------- | -------- | --------- | ----------------- | ------------- | ----------- | -------- |
| Real Madrid       |             | 3:2          | 2:1         | 2:1             | 4:0            | 3:2             | 3:3             | 4:1        | 3:0 | 2:2        | 2:2           | 1:0         | 5:1            | 1:0         | 4:0      | 2:1       | 3:0               | 5:1           | 3:0         | 4:2      |
| FC Barcelona      | 0:0         |              | 1:1         | 3:0             | 1:0            | 0:0             | 3:0             | 3:1        | 4:0 | 1:2        | 4:1           | 7:1         | 4:0            | 2:1         | 3:0      | 4:0       | 2:0               | 3:0           | 3:1         | 2:0      |
| FC Valencia       | 1:1         | 1:1          |             | 1:0             | 2:2            | 1:0             | 0:0             | 1:0        | 1:0 | 3:2        | 1:0           | 0:1         | 2:1            | 0:0         | 1:2      | 2:1       | 1:1               | 3:0           | 3:0         | 3:2      |
| Atlético Madrid   | 3:3         | 1:3          | 2:0         |                 | 3:1            | 3:2             | 0:1             | 0:0        | 2:0 | 4:1        | 3:0           | 2:2         | 0:0            | 2:0         | 3:0      | 3:0       | 6:1               | 6:2           | 3:0         | 3:1      |
| Real Saragossa    | 1:4         | 0:0          | 0:0         | 0:0             |                | 2:0             | 1:0             | 2:1        | 0:0 | 0:1        | 0:0           | 3:1         | 1:1            | 1:1         | 0:1      | 2:1       | 2:1               | 2:1           | 2:1         | 3:1      |
| Real Valladolid   | 0:1         | 0:0          | 1:1         | 0:1             | 1:0            |                 | 1:0             | 0:1        | 2:1 | 1:0        | 2:0           | 1:0         | 0:1            | 3:1         | 1:0      | 1:0       | 1:0               | 2:1           | 2:1         | 3:0      |
| Athletic Bilbao   | 1:1         | 3:2          | 1:2         | 1:1             | 1:1            | 2:0             |                 | 2:0        | 3:0 | 0:0        | 2:3           | 1:0         | 1:4            | 3:0         | 1:0      | 3:1       | 1:0               | 1:1           | 3:0         | 2:0      |
| Celta Vigo        | 2:0         | 0:3          | 2:0         | 0:3             | 1:1            | 1:1             | 1:2             |            | 1:0 | 1:0        | 2:2           | 2:1         | 2:1            | 1:0         | 3:2      | 2:0       | 0:0               | 0:0           | 0:0         | 3:0      |
| FC Sevilla        | 1:1         | 1:1          | 1:0         | 4:1             | 0:1            | 2:4             | 0:0             | 1:3        |     | 1:0        | 2:0           | 2:1         | 1:0            | 0:1         | 1:1      | 1:1       | 0:0               | 1:0           | 3:0         | 4:1      |
| CA Osasuna        | 1:1         | 1:1          | 0:1         | 2:0             | 3:0            | 0:2             | 1:0             | 1:0        | 1:3 |            | 1:0           | 3:1         | 0:0            | 0:0         | 0:1      | 1:0       | 0:0               | 3:1           | 1:0         | 1:1      |
| Real Sociedad     | 1:1         | 0:1          | 0:0         | 1:2             | 2:1            | 1:0             | 1:0             | 4:2        | 1:0 | 2:1        |               | 0:0         | 2:1            | 2:2         | 0:0      | 2:2       | 0:1               | 2:1           | 0:2         | 1:0      |
| Real Oviedo       | 1:3         | 1:2          | 0:0         | 5:2             | 1:1            | 0:1             | 0:3             | 4:0        | 0:0 | 3:2        | 1:0           |             | 1:0            | 1:1         | 1:0      | 2:3       | 0:1               | 0:3           | 2:0         | 3:0      |
| Sporting Gijón    | 2:2         | 0:2          | 1:0         | 2:2             | 1:2            | 2:1             | 0:1             | 1:2        | 0:0 | 2:1        | 4:2           | 0:0         |                | 3:0         | 1:0      | 1:2       | 2:1               | 0:0           | 0:1         | 2:0      |
| CD Logroñés       | 0:1         | 0:2          | 0:1         | 1:0             | 0:2            | 1:1             | 1:1             | 1:1        | 0:0 | 1:1        | 1:1           | 1:1         | 1:0            |             | 1:0      | 1:0       | 0:0               | 3:1           | 0:0         | 2:1      |
| FC Cádiz          | 0:2         | 1:1          | 1:1         | 2:0             | 1:1            | 1:1             | 0:0             | 1:1        | 0:0 | 1:1        | 1:1           | 1:1         | 0:3            | 0:1         |          | 0:1       | 0:0               | 4:0           | 0:2         | 2:1      |
| CD Málaga         | 2:2         | 2:2          | 0:1         | 1:2             | 1:3            | 0:0             | 1:1             | 2:2        | 1:0 | 1:2        | 1:0           | 1:1         | 1:0            | 1:0         | 0:2      |           | 1:0               | 2:2           | 1:3         | 2:1      |
| Español Barcelona | 1:4         | 2:2          | 0:1         | 1:0             | 2:2            | 0:1             | 1:0             | 1:1        | 1:1 | 1:1        | 1:1           | 1:2         | 2:1            | 2:0         | 0:2      | 0:1       |                   | 0:0           | 3:0         | 1:1      |
| Betis Sevilla     | 0:2         | 0:2          | 0:0         | 0:1             | 2:1            | 0:1             | 2:0             | 2:0        | 1:3 | 1:0        | 1:1           | 1:0         | 0:1            | 0:0         | 1:1      | 1:2       | 2:2               |               | 3:0         | 3:1      |
| Real Murcia       | 0:3         | 2:0          | 0:1         | 1:1             | 0:3            | 2:1             | 1:1             | 1:2        | 1:2 | 6:1        | 0:1           | 0:0         | 0:3            | 0:0         | 0:1      | 1:0       | 1:0               | 0:2           |             | 0:1      |
| FC Elche          | 1:3         | 0:3          | 0:1         | 1:3             | 1:4            | 1:0             | 2:0             | 0:1        | 1:2 | 0:1        | 1:1           | 0:1         | 0:0            | 1:2         | 2:2      | 0:2       | 1:1               | 0:0           | 3:0         |          |

### Relegation
Die Spiele fanden am 28. Juni und 2. Juli 1989 statt.
|                   | Gesamt |               | Hinspiel | Rückspiel |
| ----------------- | ------ | ------------- | -------- | --------- |
| Español Barcelona | 1:2    | RCD Mallorca  | 1:0      | 0:2 n. V. |
| CD Teneriffa      | 4:1    | Betis Sevilla | 4:0      | 0:1       |

## Nach der Saison
Internationale Wettbewerbe
- 1. – Real Madrid – Europapokal der Landesmeister
- 3. – FC Valencia – UEFA-Pokal
- 4. – Atlético Madrid – UEFA-Pokal
- 5. – Real Saragossa – UEFA-Pokal
- Finalist der Copa del Rey – Real Valladolid – Europapokal der Pokalsieger
- Titelverteidiger des Europapokals der Pokalsieger – FC Barcelona – Europapokal der Pokalsieger

Absteiger in die Segunda División
- 17. – Español Barcelona
- 18. – Betis Sevilla
- 19. – Real Murcia
- 20. – FC Elche

Aufsteiger in die Primera División
- CD Castellón
- Rayo Vallecano
- RCD Mallorca
- CD Teneriffa

## Pichichi-Trophäe
Die Pichichi-Trophäe wird jährlich für den besten Torschützen der Spielzeit vergeben.
| Pl. | Nat.           | Spieler           | Verein          | Tore |
| --- | -------------- | ----------------- | --------------- | ---- |
| 1   | Brasilien 1968 | Baltazar          | Atlético Madrid | 35   |
| 2   | Mexiko         | Hugo Sánchez      | Real Madrid     | 27   |
| 3   | Spanien        | Julio Salinas     | FC Barcelona    | 20   |
| 4   | Brasilien 1968 | Amarildo          | Celta Vigo      | 16   |
| 5   | Spanien        | Emilio Butragueño | Real Madrid     | 15   |

## Die Meistermannschaft von Real Madrid
| 1.          | Real Madrid |
| Real Madrid | - Tor: Francisco Buyo (31/-); Agustín (7/-) - Abwehr: Manolo Sanchís (33/3); Esteban (28/-); Miguel Tendillo (27/2); Chendo (26/-); Jesús Solana (21/1); Julio Llorente (12/-); José Antonio Camacho (7/-); Maqueda (5/-) - Mittelfeld: Míchel (36/13); Rafael Martín Vázquez (36/7); Rafael Gordillo (34/6); Bernd Schuster (33/7); Ricardo Gallego (27/1); Paco Llorente (24/3); Adolfo Aldana (13/2) - Sturm: Hugo Sánchez (35/27); Emilio Butragueño (33/15); Sebastián Losada (8/3); Alberto Aguilá (1/-) - Trainer: Leo Beenhakker |